# Жосан, Николай Иванович
Николай Иванович Жосан (2 декабря 1918, Грузское, Херсонская губерния — 20 июня 1993, Кировоград) — командир взвода связи 138-го гвардейского артиллерийского полка, гвардии старший сержант — на момент представления к награждению орденом Славы 1-й степени.

## Биография
Родился 2 декабря 1918 года в селе Грузское (теперь Кропивницкий район Кировоградской области). Украинец. Член ВКП/КПСС с 1943 года. В 1933 году с родителями переехал в город Кировоград. Окончил 6 классов, школу фабрично-заводского обучения. Работал токарем на заводе «Красная Звезда».
В Красной Армии с 1939 года. На фронте в Великую Отечественную войну с сентября 1941 года. Воевал на Юго-Западном, Южном, Воронежском, 2-м и 1-м Прибалтийских, Ленинградском фронтах. Участвовал в Киевской стратегической, Донбасской оборонительной операциях, Сталинградской и Курской битвах, боях под Харьковом, разгроме невельской группировки противника, освобождении Белоруссии и Прибалтики, уничтожении курляндской группировки.
Командир отделения связи 138-го гвардейского артиллерийского полка гвардии старший сержант Жосан в боях 19-25 января 1944 года в районе сел Абабково, Коробщево поддерживал постоянную связь командования с дивизионами. В критический момент боя, под артиллерийским огнём противника, восстановил нарушенную связь.
Приказом командира 67-й гвардейской стрелковой дивизии от 14 февраля 1944 года за мужество, проявленное в боях с врагом, гвардии старший сержант Жосан Николай Иванович награждён орденом Славы 3-й степени.
Командир взвода связи гвардии старшина Жосан в боях 23-24 июня 1944 года у деревни Сиротино и при форсировании реки Западная Двина обеспечил командира полка надёжной связью с подразделениями, устранил 8 порывов на линиях связи, чем способствовал выполнению боевой задачи.
Приказом по 6-й гвардейской армии от 30 августа 1944 года гвардии старшина Жосан Николай Иванович награждён орденом Славы 2-й степени.
В боях 5-6 октября 1944 года северо-западнее города Шяуляй Жосан под артиллерийским и миномётным огнём устранил 10 порывов на линиях связи. Добился бесперебойной связи командира полка при управлении огнём дивизионов, умело командовал подчиненными.
Указом Президиума Верховного Совета СССР от 24 марта 1945 года за мужество, отвагу и героизм, , гвардии старшина Жосан Николай Иванович награждён орденом Славы 1-й степени.
В 1946 году демобилизован. Жил в городе Кировоград. В 1963 году окончил школу рабочей молодежи. Работал токарем на заводе «Красная Звезда». Избирался депутатом городского Совета. Умер 20 июня 1993 года. Похоронен в Пантеоне Вечной Славы в Кировограде.
Награждён орденами Славы 1-й, 2-й и 3-й степени, Отечественной войны 1-й степени, Красной Звезды, медалями, в том числе «За отвагу».